# Pored mene
Pored mene ( en serbio, Поред мене) es una película dramática serbia de 2015 dirigida por Stevan Filipović.

## Argumento
La historia comienza con una profesora de secundaria joven y entusiasta que está interesada en métodos alternativos de educación. Su lucha es en realidad la lucha contra los poderosos, a quienes no les importan sus trabajos y responsabilidades. Ella trata de convencer al director de la escuela para que se interese más por alumnado. La profesora está casada con el pintor, cuya última exposición provoca fuertes reacciones. Un grupo de vándalos ve la exhibición y la utiliza como excusa para atacar a la profesora. Más tarde, descubre que uno de sus estudiantes participó de la agresión y decide encerrarlos en la escuela hasta que mejoren la actitud. Para resolver el problema, los estudiantes comienzan a comunicarse entre sí. La situación les hace darse cuenta de que hay muchas cosas que no saben el uno del otro.

## Elenco
- Hristina Popović - Profesora de historia Olja
- Mirjana Karanović - Directora de la escuela
- Dragan Mićanović - Ugljesa
- Slaven Došlo - Lazar
- Nikola Glišić - Strahinja
- Joana Knezevic - compañera de Olja